# Bóg, Honor, Ojczyzna

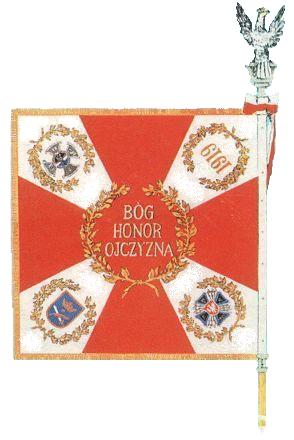
Sztandar 2 Brygady Łączności

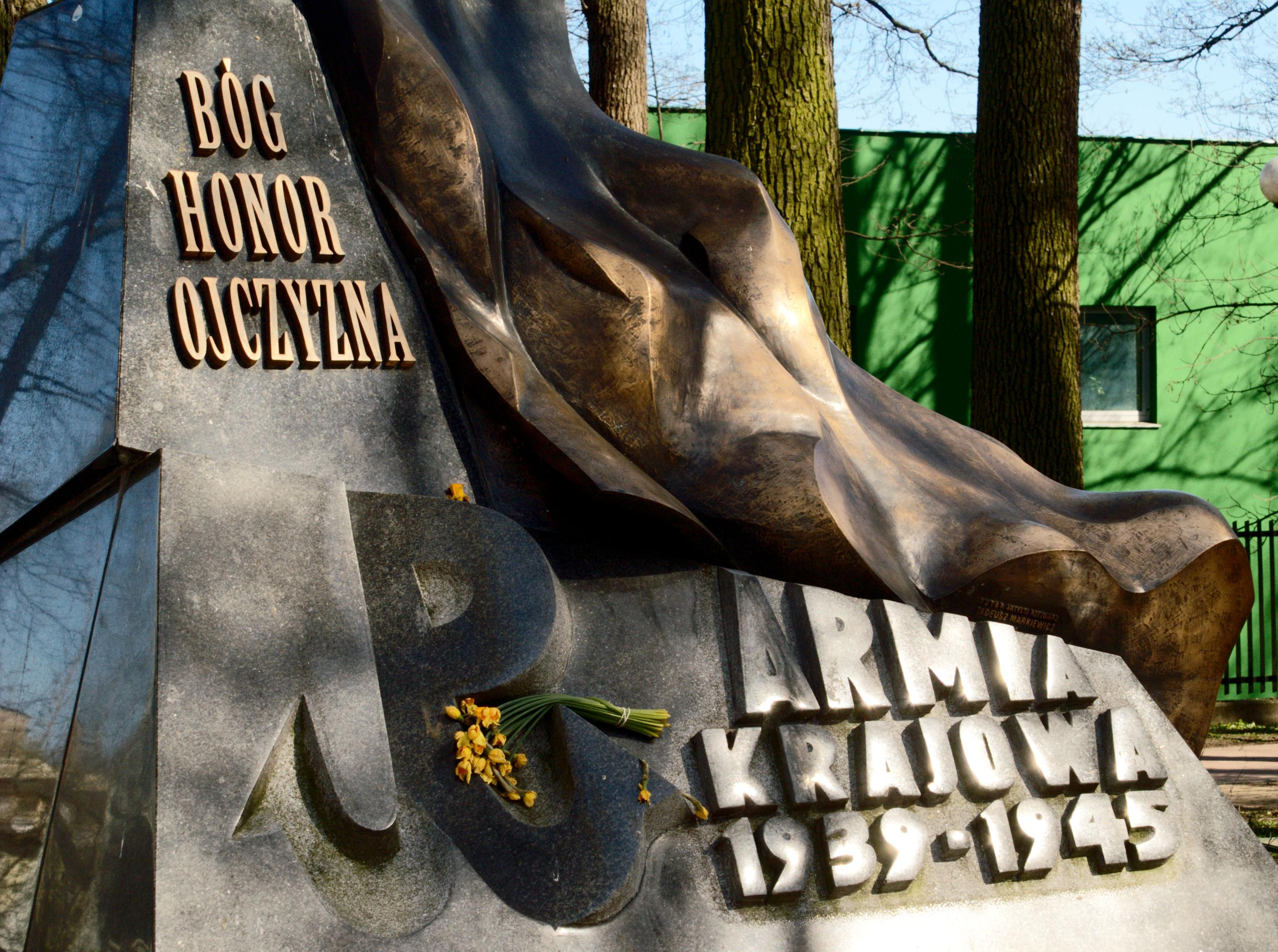
Pomnik AK w Sopocie

Bóg, Honor, Ojczyzna – dewiza Wojska Polskiego stanowiąca idealistyczne ujęcie wierności państwu. Została wprowadzona po raz pierwszy na sztandary oddziałów Polskich Sił Zbrojnych na Zachodzie dekretem Prezydenta Rzeczypospolitej z 15 października 1943 r. Dominujący kanon interpretacji dewizy, to Ojczyźnie wszystko, prócz miłości Boga najwyższego i Honoru.
Na współczesnych sztandarach wojskowych dewiza „Bóg, Honor i Ojczyzna” występuje na środkowym polu, na odwrocie orła, godła Polski.
Hasło w formie triady funkcjonuje od okresu II wojny światowej, choć mylnie przypisuje mu się wielowiekową tradycję. Wcześniej, w okresie międzywojennym, używano sztandarów z dewizą „Honor i Ojczyzna”.

## Idea
Dewiza ta na gruncie nauk o bezpieczeństwie łączona jest z konstytucyjnym obowiązkiem wierności Ojczyźnie. Zgodnie z artykułami 82 do 85 Konstytucji Rzeczypospolitej Polskiej, obowiązkami obywateli są wierność Rzeczypospolitej Polskiej oraz troska o dobro wspólne, przestrzeganie prawa Rzeczypospolitej Polskiej, ponoszenie ciężarów i świadczeń publicznych, w tym podatków, obrona ojczyzny, w tym służba wojskowa oraz dbałość o stan środowiska naturalnego. Dwa z tych obowiązków dotyczą wyłącznie obywateli (obowiązek wierności oraz troska o dobro wspólne) i są to najważniejsze obowiązki każdego obywatela Rzeczypospolitej Polskiej. Nie ma jednak jednolitej interpretacji przedmiotowej wierności, jak i dobra wspólnego, „wierność” jest więc rzeczą trudną do określenia. Z istoty państwa wynika jednak, że skoro ludzie umówili się, że będą żyć w państwie, by być zdolnymi do obrony od napaści innych i czynienia sobie nawzajem krzywd, a także dla wzajemnego wspierania wobec indywidualnego i wspólnego pożytku, to elementem takiej umowy społecznej jest również konieczność wierności sobie nawzajem, a to oznacza nic innego, jak tylko zachowanie i postępowanie zgodne z ustalonymi zasadami. Dewiza Bóg, Honor, Ojczyzna w dominującej interpretacji Ojczyźnie wszystko, prócz miłości Boga najwyższego i Honoru, jest w tym kontekście idealistycznym ujęciem kwestii wierności państwu jako rezultatowi umowy społecznej i współobywatelom to państwo tworzącym.

## Regulacje prawne
Napis „BÓG HONOR OJCZYZNA” został wprowadzony jako element sztandarów jednostek wojskowych Sił Zbrojnych Rzeczypospolitej Polskiej przepisem art. 14 ust. 3 ustawy z dnia 19 lutego 1993 r. o znakach Sił Zbrojnych Rzeczypospolitej Polskiej.

## Polskie paszporty
Na podstawie rozporządzenia o nowym wzorze paszportów, szefa MSWiA Joachima Brudzińskiego, napis wprowadzono w 2018 roku do polskich paszportów. Decyzja ta wzbudziła kontrowersje i spotkała się z protestami osób prywatnych oraz Rzecznika Praw Obywatelskich – Adama Bodnara, który argumentował że hasło to, zamieszczone w dokumencie danego obywatela, może naruszać wolność sumienia i wyznania.